# Clarias alluaudi
Clarias alluaudi là một loài cá thuộc họ Clariidae. Loài này có ở Burundi, Kenya, Tanzania, và Uganda. Môi trường sống tự nhiên của chúng là sông ngòi, đầm nước, và hồ nước ngọt. Chúng hiện đang bị đe dọa vì mất môi trường sống.